# Prêmio Contigo! de TV de 2014
Prêmio Contigo! de TV de 2014

28 de julho de 2014
Novela:
Amor à Vida
Série:
Amores Roubados
Atriz – Novela:
Vanessa Giácomo
Ator – Novela:
Mateus Solano
Atriz – Série:
Dira Paes
Fernanda Montenegro 
Ator – Série:
Cauã Reymond
Prêmio Contigo! de TV 

← 2013 ·  2015 →
O Prêmio Contigo! de TV de 2014 foi a 16ª edição que premiou os melhores do ano de 2013 e 2014. O evento que aconteceu em 28 de julho de 2014 no hotel Copacabana Palace, no Rio de Janeiro, foi apresentado pelo casal Taís Araújo e Lázaro Ramos. Os homenageados da noite foram a atriz Nathalia Timberg, que esteve presente, e os atores Paulo Goulart e José Wilker, que morreram em março e abril de 2014, respectivamente.
A grande vencedora da noite foi a novela Amor à Vida, com 6 prêmios, incluindo Melhor Novela, Atriz e Ator.

## Presentes
- Adriana Birolli
- Aline Wirley
- Amandha Lee
- Antonio Fagundes
- Arthur Aguiar
- Babi Xavier
- Bruna Linzmeyer
- Chay Suede
- Cauã Reymond
- Cássio Reis
- Cissa Guimarães
- Dira Paes
- Deborah Secco
- Érika Januza
- Fabiana Karla
- Fernanda Vasconcellos
- Françoise Forton
- Geytsa Garcia
- George Moura
- Giovanna Ewbank
- Gabriel Santana
- Giovanna Grigio
- Heloísa Périssé
- Igor Rickli
- Isabeli Fontana
- Isabel Fillardis
- Jéssika Alves
- Jean Paulo Campos
- Juliana Lohmann
- Juliana Paiva
- Julianne Trevisol
- Julia Dalavia
- JP Rufino
- Larissa Manoela
- Lázaro Ramos
- Letícia Spiller
- Luiza Brunet
- Luiz Fernando Carvalho
- Mateus Solano
- Marcos Pasquim
- Mel Maia
- Nathalia Timberg
- Natalia Soutto
- Nicette Bruno
- Nívea Stelmann
- Simone Spoladore
- Simone Soares
- Tatá Werneck
- Taís Araújo
- Tainá Muller
- Thiago Fragoso
- Tomás Sampaio
- Vanessa Giácomo
- Vitor Figueiredo
- Vincent Villari

## Resumo
| Programa              | Indicações | Prêmios |
| --------------------- | ---------- | ------- |
| Amor à Vida           | 14         | 6       |
| Em Família            | 8          | 0       |
| Sangue Bom            | 7          | 1       |
| Além do Horizonte     | 6          | 0       |
| Chiquititas           | 6          | 0       |
| Meu Pedacinho de Chão | 6          | 2       |
| Amores Roubados       | 5          | 2       |
| Joia Rara             | 4          | 1       |
| Patrulha Salvadora    | 3          | 0       |
| Pecado Mortal         | 2          | 0       |
| Flor do Caribe        | 2          | 0       |
| Dona Xepa             | 2          | 0       |
| Doce de Mãe           | 2          | 1       |
| Tapas & Beijos        | 2          | 0       |
| O Caçador             | 2          | 0       |
| O Canto da Sereia     | 2          | 0       |
| José do Egito         | 2          | 0       |
| Malhação              | 1          | 0       |
| Milagres de Jesus     | 1          | 0       |
| O Dentista Mascarado  | 1          | 0       |

## Vencedores e indicados
| Novela do Ano | Melhor Série ou Minissérie |
| --- | --- |
| - Amor à Vida - (TV Globo) - Chiquititas - (SBT) - Dona Xepa - (RecordTV) - Em Família - (TV Globo) - Joia Rara - (TV Globo) - Sangue Bom - (TV Globo) | - Amores Roubados - (TV Globo) - Doce de Mãe - (TV Globo) - Milagres de Jesus - (RecordTV) - O Canto da Sereia - (TV Globo) - Patrulha Salvadora - (SBT) - Tapas & Beijos - (TV Globo)                                                                                 |
| Melhor Atriz de Novela | Melhor Ator de Novela |

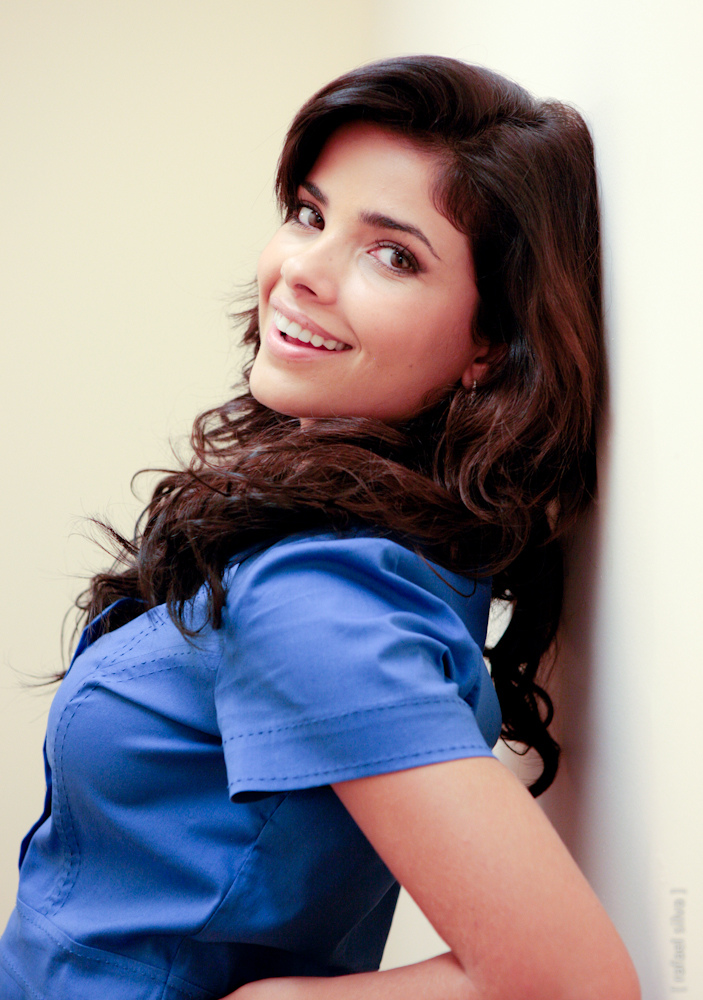
Vanessa Giácomo, Atriz de Novela

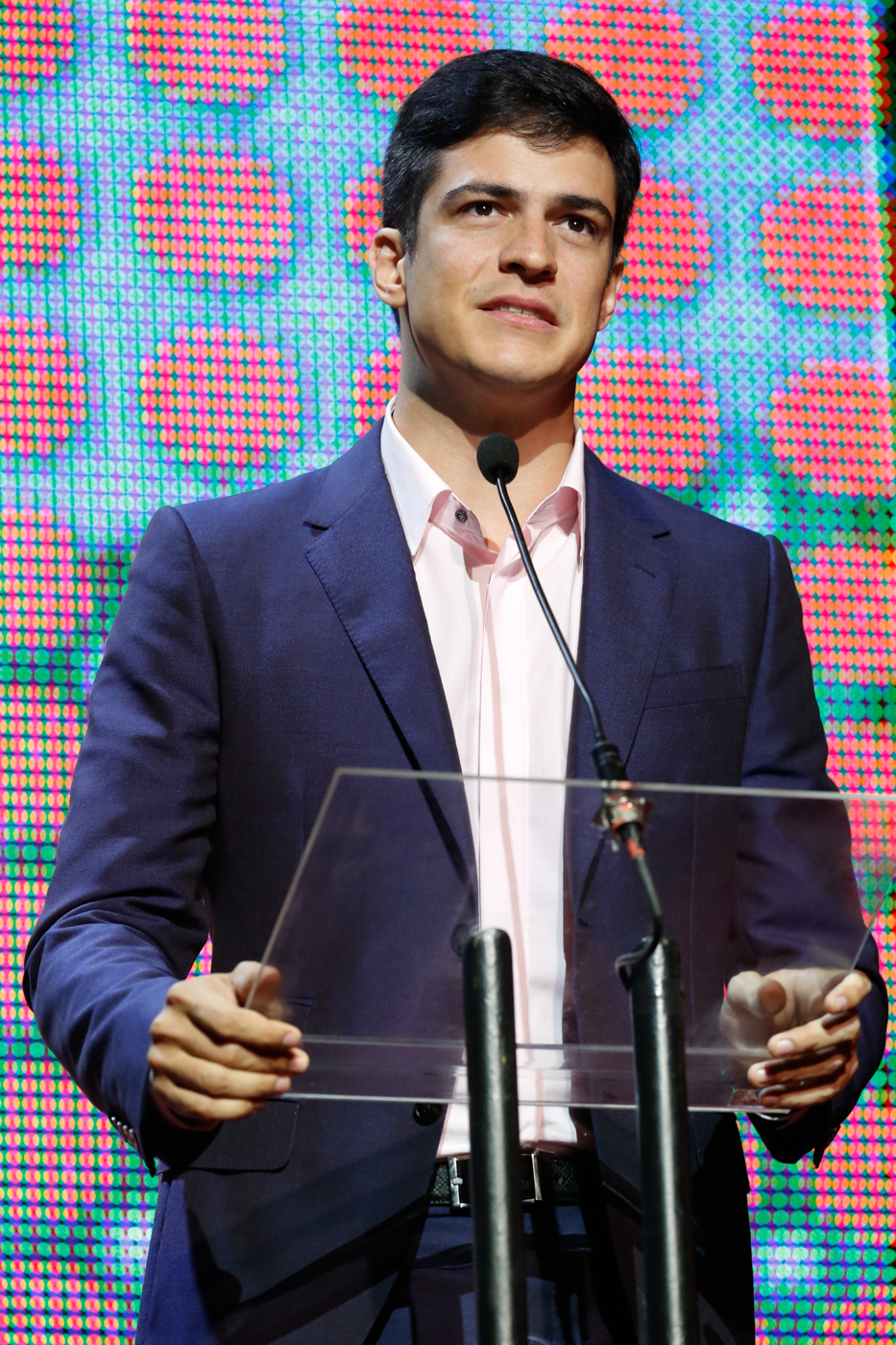
Mateus Solano, Ator de Novela

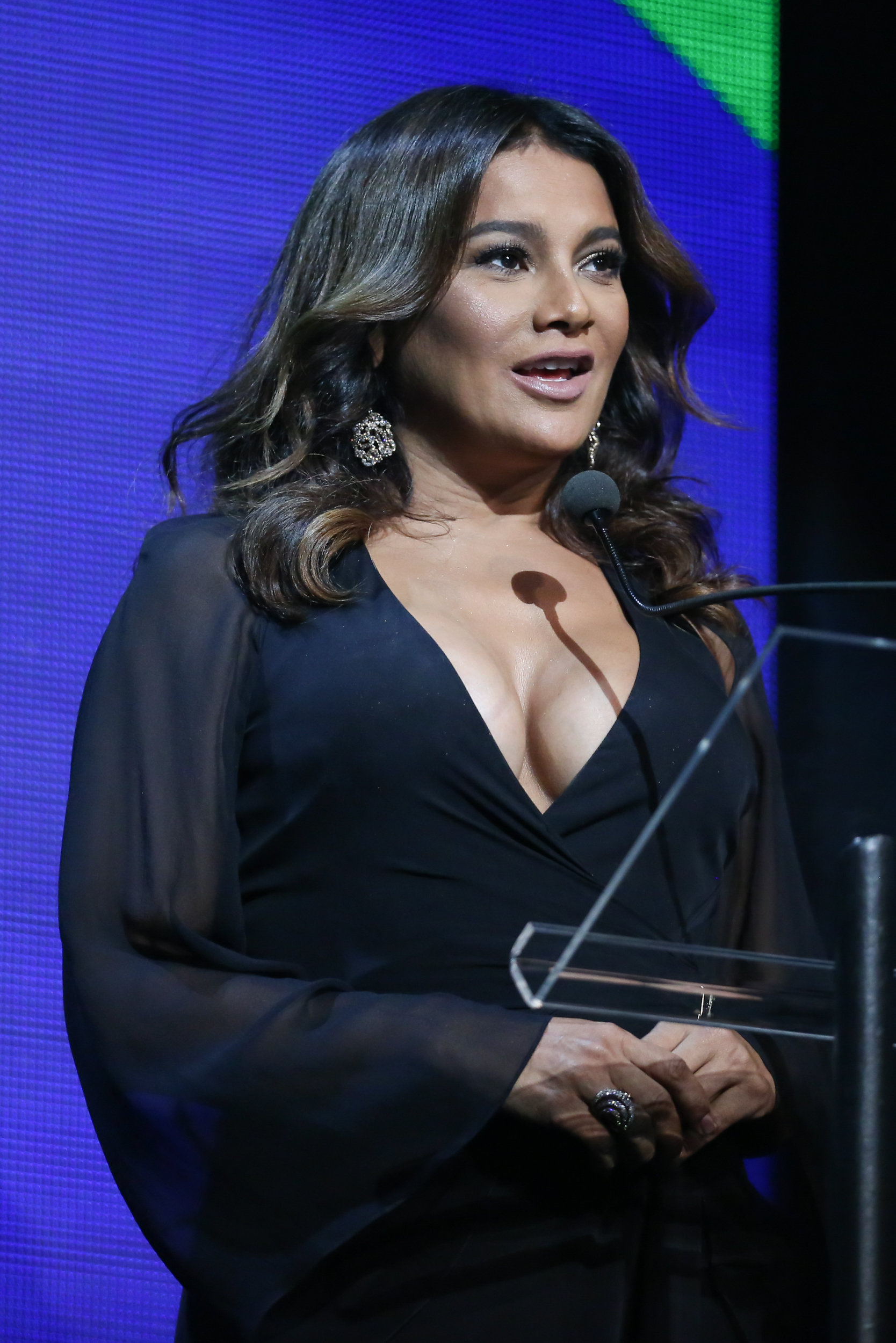
Dira Paes, Atriz de Série

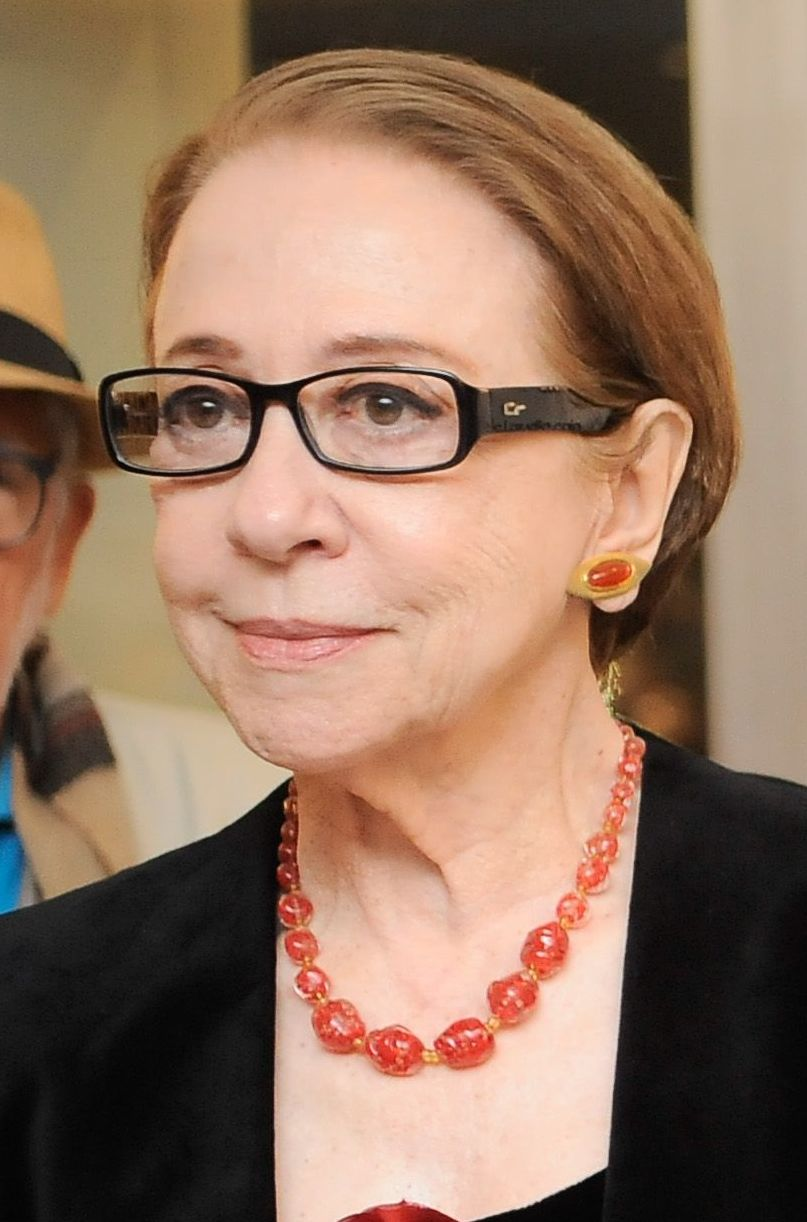
Fernanda Montenegro, Atriz de Série

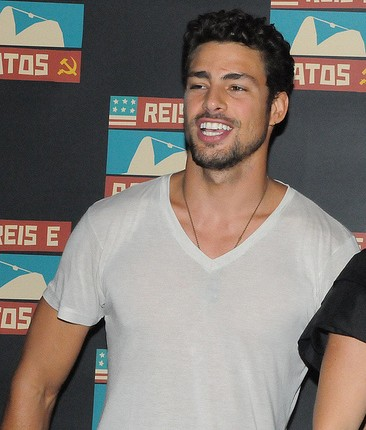
Cauã Reymond, Ator de Série

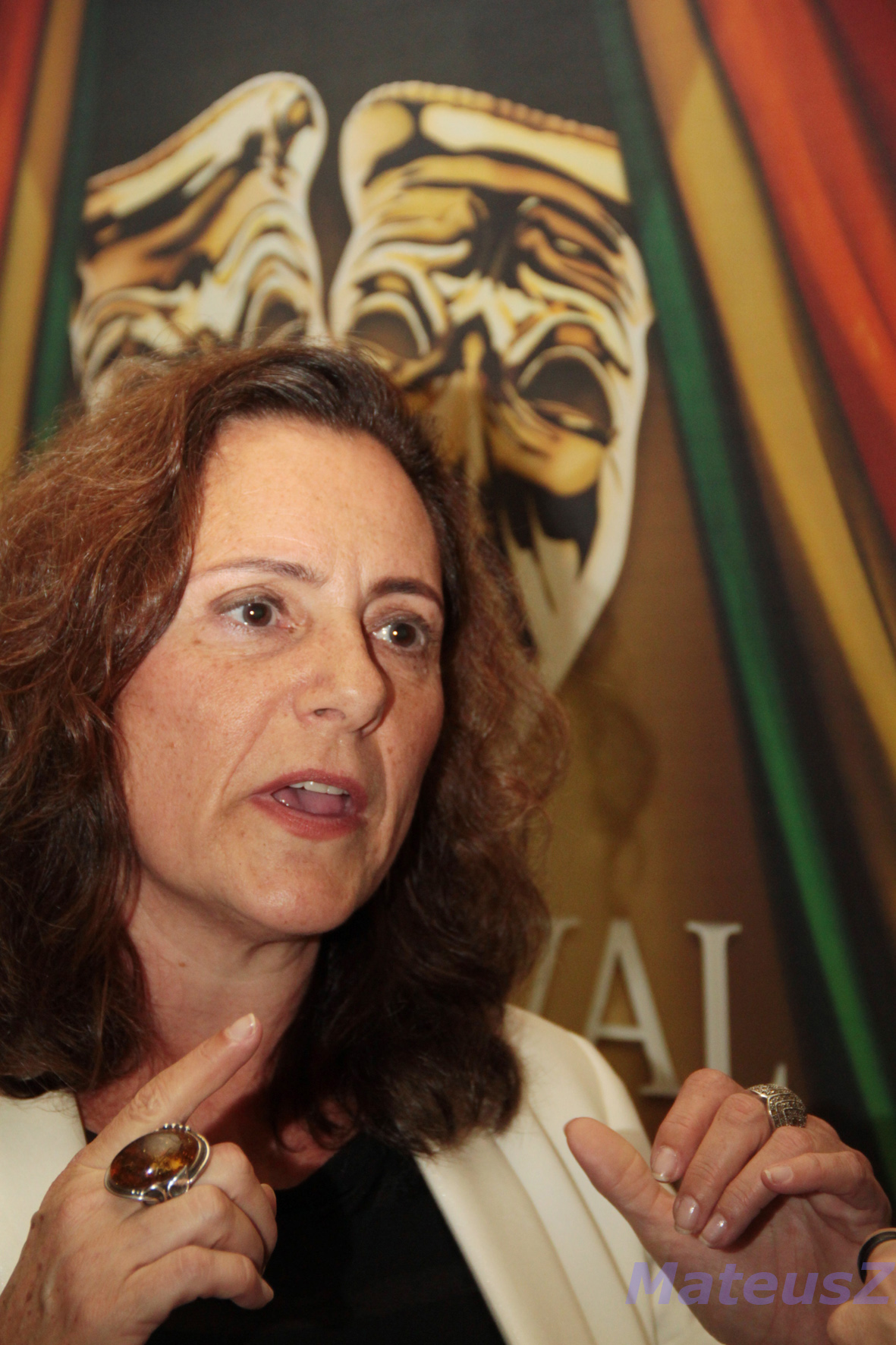
Elizabeth Savalla, Atriz Coadjuvante

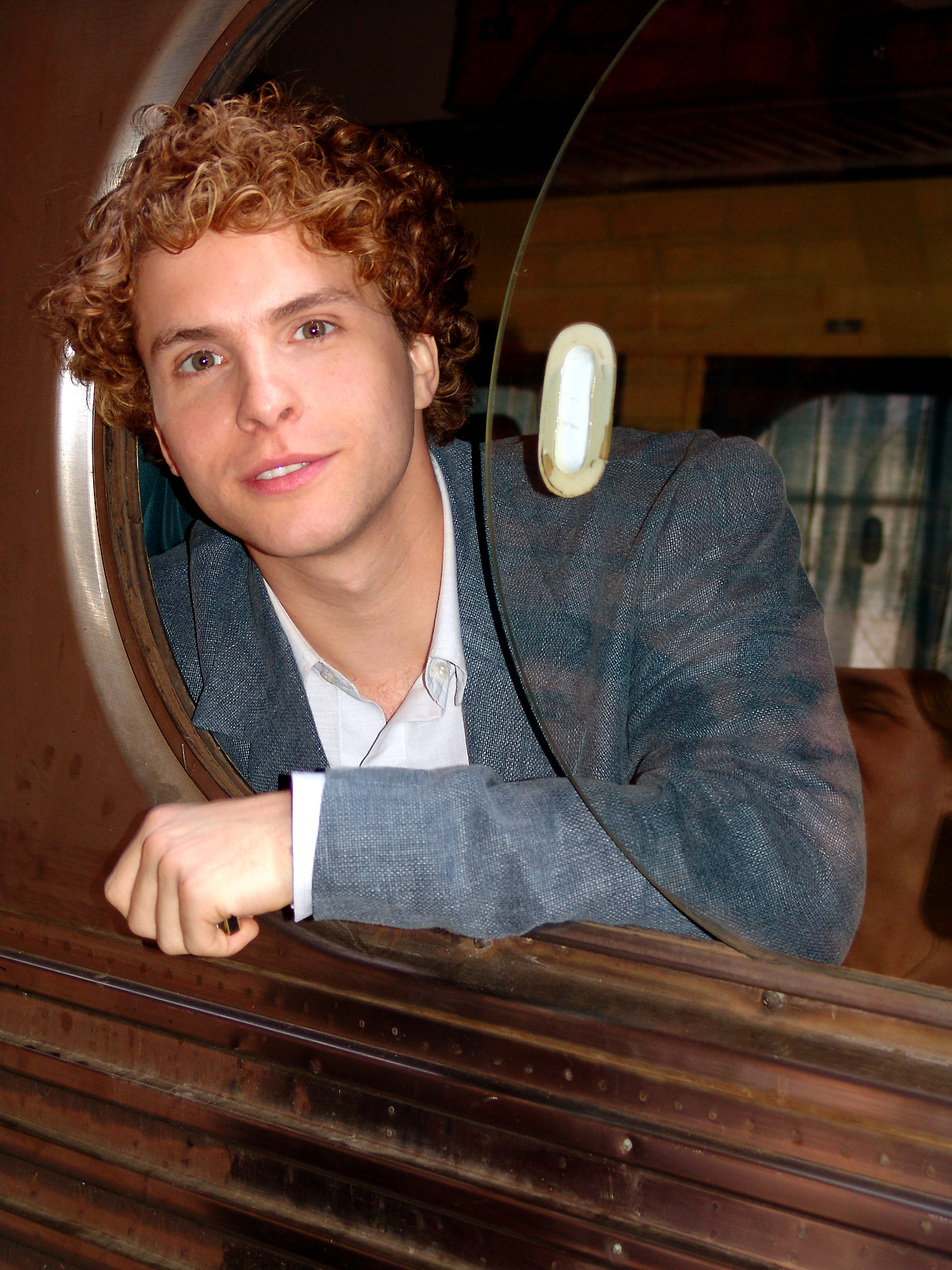
Thiago Fragoso, Ator Coadjuvante

| - Vanessa Giácomo - (Amor à Vida) - Bianca Salgueiro - (Malhação) - Bruna Marquezine - (Em Família) - Isabelle Drummond - (Sangue Bom) - Juliana Paiva - (Além do Horizonte) - Paolla Oliveira - (Amor à Vida)                                                                                  | - Mateus Solano - (Amor à Vida) - Antônio Fagundes - (Amor à Vida) - Arthur Aguiar - (Dona Xepa) - Bruno Gagliasso - (Joia Rara) - Henri Castelli - (Flor do Caribe) - Humberto Carrão - (Sangue Bom)                                                                  |
| Melhor Atriz de Série ou Minissérie | Melhor Ator de Série ou Minissérie |
| - Dira Paes - (Amores Roubados) - Fernanda Montenegro - (Doce de Mãe) - Bianca Rinaldi - (José do Egito) - Cleo Pires - (O Caçador) - Isis Valverde - (Amores Roubados) - Isis Valverde - (O Canto da Sereia)                                                                                   | - Cauã Reymond - (Amores Roubados) - Ângelo Paes Leme - (José do Egito) - Cauã Reymond - (O Caçador) - Leandro Hassum - (O Dentista Mascarado) - Murilo Benício - (Amores Roubados) - Vladimir Brichta - (Tapas & Beijos)                                              |
| Melhor Atriz Coadjuvante | Melhor Ator Coadjuvante |
| - Elizabeth Savalla - (Amor à Vida) - Bruna Linzmeyer - (Amor à Vida) - Carla Cabral - (Pecado Mortal) - Giovanna Antonelli - (Em Família) - Carolina Dieckmann - (Joia Rara) - Tainá Muller - (Em Família)                                                                                     | - Thiago Fragoso - (Amor à Vida) - Alexandre Nero - (Além do Horizonte) - Anderson Di Rizzi - (Amor à Vida) - Antônio Fagundes - (Meu Pedacinho de Chão) - Joaquim Lopes - (Sangue Bom) - Reynaldo Gianecchini - (Em Família)                                          |
| Melhor Atriz Infantil | Melhor Ator Infantil |
| - Mel Maia - (Joia Rara) - Ayumi Irie - (Sangue Bom) - Geytsa Garcia - (Meu Pedacinho de Chão) - Giovanna Grigio - (Chiquititas) - Klara Castanho - (Amor à Vida) - Larissa Manoela - (Patrulha Salvadora)                                                                                      | - Tomás Sampaio - (Meu Pedacinho de Chão) - Filipe Cavalcante - (Chiquititas) - Gabriel Santana - (Chiquititas) - Jean Paulo Campos - (Patrulha Salvadora) - JP Rufino - (Além do Horizonte) - Vitor Figueiredo - (Em Família)                                         |
| Melhor Diretor(a) de Novela | Melhor Autor(a) de Novela |
| - Luiz Fernando Carvalho e Carlos Araújo - (Meu Pedacinho de Chão) - Amora Mautner e Ricardo Waddington - (Joia Rara) - Dennis Carvalho - (Sangue Bom) - Jayme Monjardim e Leonardo Nogueira - (Em Família) - Reynaldo Boury - (Chiquititas) - Wolf Maya e Mauro Mendonça Filho - (Amor à Vida) | - Maria Adelaide Amaral e Vincent Villari - (Sangue Bom) - Benedito Ruy Barbosa - (Meu Pedacinho de Chão) - Carlos Gregório e Marcos Bernstein - (Além do Horizonte) - Íris Abravanel - (Chiquititas) - Manoel Carlos - (Em Família) - Walcyr Carrasco - (Amor à Vida) |
| Revelação da TV | |
| - Tatá Werneck - (Amor à Vida) - Felipe Cardoso - (Pecado Motal) - Igor Angelkorte - (Além do Horizonte) - Igor Rickli - (Flor do Caribe) - Irandhir Santos - (Meu Pedacinho de Chão) - Maria Casadevall - (Amor à Vida)                                                                        | |

### Prêmio especial
| Mulher Extraordinária |
| --- |
| - Dira Paes - (ONG Movimento Humano) - Cissa Guimarães - (Pacto pela Vida) - Isabel Fillardis - (Força do Bem e OBG Doe Seu Lixo) |

## Ausentes
- Walcyr Carrasco
- Maria Adelaide Amaral
- Elizabeth Savalla
- Fernanda Montenegro